# نهر كوسكوكويم
نهر كوسكوكويم أو نهر كوسكو (بالإنجليزية: Kuskokvim)‏ هو نهر يمتد على طول 702 ميل (1,130 كـم) في جنوب غرب ألاسكا في الولايات المتحدة. ويعتبر تاسع أكبر نهر في الولايات المتحدة من حيث متوسط حجم التصريف المائي عند مصبه والسابع عشر من حيث مساحة تصريف الحوض. نهر كوسكوكويم هو أطول نظام نهري يتم احتوائه بالكامل داخل ولاية أمريكية واحدة.
يوفر النهر الصرف الرئيسي لمنطقة من مناطق ألاسكا الداخلية النائية على الجانب الشمالي والغربي من سلسلة جبال ألاسكا، ويتدفق جنوب غرب خليج كوسكوكويم على بحر بيرينغ. أعلى نقطة في مستجمعات المياه هي جبل راسل. باستثناء منابعه في الجبال، فإن النهر عريض ومسطح طوال مجراه، مما يجعله طريقًا مفيدًا لنقل أنواع كثيرة من المراكب، بالإضافة إلى مركبات الطرق خلال فصل الشتاء عندما يتجمد. ويعتبر أطول نهر يتدفق بحرية في الولايات المتحدة.